# Frailes
Frailes ist eine südspanische Gemeinde (municipio) mit 1.551 Einwohnern (Stand: 2024) im Westen der Provinz Jaén in der Autonomen Gemeinschaft Andalusien.
Neben dem Hauptort Frailes gehört unter anderem die Ortschaft Los Rosales zur Gemeinde. 

## Lage
Frailes liegt gut 37 Kilometer (Fahrtstrecke) südsüdwestlich vom Stadtzentrum von Jaén in einer Höhe von ca. 980 m.

## Bevölkerungsentwicklung
| Jahr      | 1970  | 1980  | 1990  | 2000  | 2010  | 2020  |
| Einwohner | 2.372 | 2.059 | 1.896 | 1.807 | 1.706 | 1.597 |

## Sehenswürdigkeiten
- Luzienkirche (Iglesia de Santa Lucia)
- Antoniuskapelle

## Persönlichkeiten
- Michael Jacobs (1952–2014), Reiseschriftsteller, wohnte seit 1999 im Ort